# Кальдерари, Оттоне
Оттоне Мария Кальдерари (итал. Ottone Maria Calderari; 8 сентября 1730, Виченца — 26 октября 1803, Виченца) — итальянский архитектор венецианской школы. Работал в окрестностях города Виченца, на Севере Италии. Один из главных представителей палладианства.

## Биография
Оттоне Кальдерари принадлежал к знатному, хотя и небогатому роду из Виченцы (у него было ещё не менее семи братьев). Призвание к архитектуре он ощутил поздно. Только в возрасте двадцати пяти лет поступил в архитектурную школу, основанную Доменико Черато в Виченце в 1748 году. В 1759 году, после перевода мастера в Монтегальду, а затем в Падую, Оттоне обратился к Оттавио Бертотти-Скамоцци, уже занятому в то время основами фундаментальных исследований творчества Андреа Палладио.
На протяжении многих лет Оттоне Кальдерари был членом различных академий в разных городах Италии, в том числе Олимпийской академии Виченцы (Accademia Olimpica), пока не стал членом Французского института в 1802 году, за год до своей смерти.
В 1756 году Оттоне Кальдерари подготовил проект фасада церкви Сан-Джироламо-дельи-Скальци в Виченце, но заказчики предпочли проект брешианца Карло Корбеллини; тем не менее проекты Кальдерари использовались позднее, например в фасаде церкви Сан-Филиппо Нери на Корсо Палладио, уже построенной Джорджо Массари (1822—1824).
Вся деятельность Кальдерари была вдохновлена работами Андреа Палладио, которому он пытался подражать в новой городской ситуации. Он защищал палладианскую чистоту, элегантность и вкус, которые подвергались критике приверженцами барокко XVII и XVIII веков. Примером этого является Палаццо Корделлина, построенный по заказу юрисконсульта Карло Корделлина в Контра-Риале.
Кальдерари работал в основном в районе Виченцы, применяя архитектурный стиль Палладио к реставрации и реконструкции различных зданий, например, для виллы Триссино и виллы Порто в Виваро, или в новых зданиях, таких как Палаццо Лоски.

## Галерея

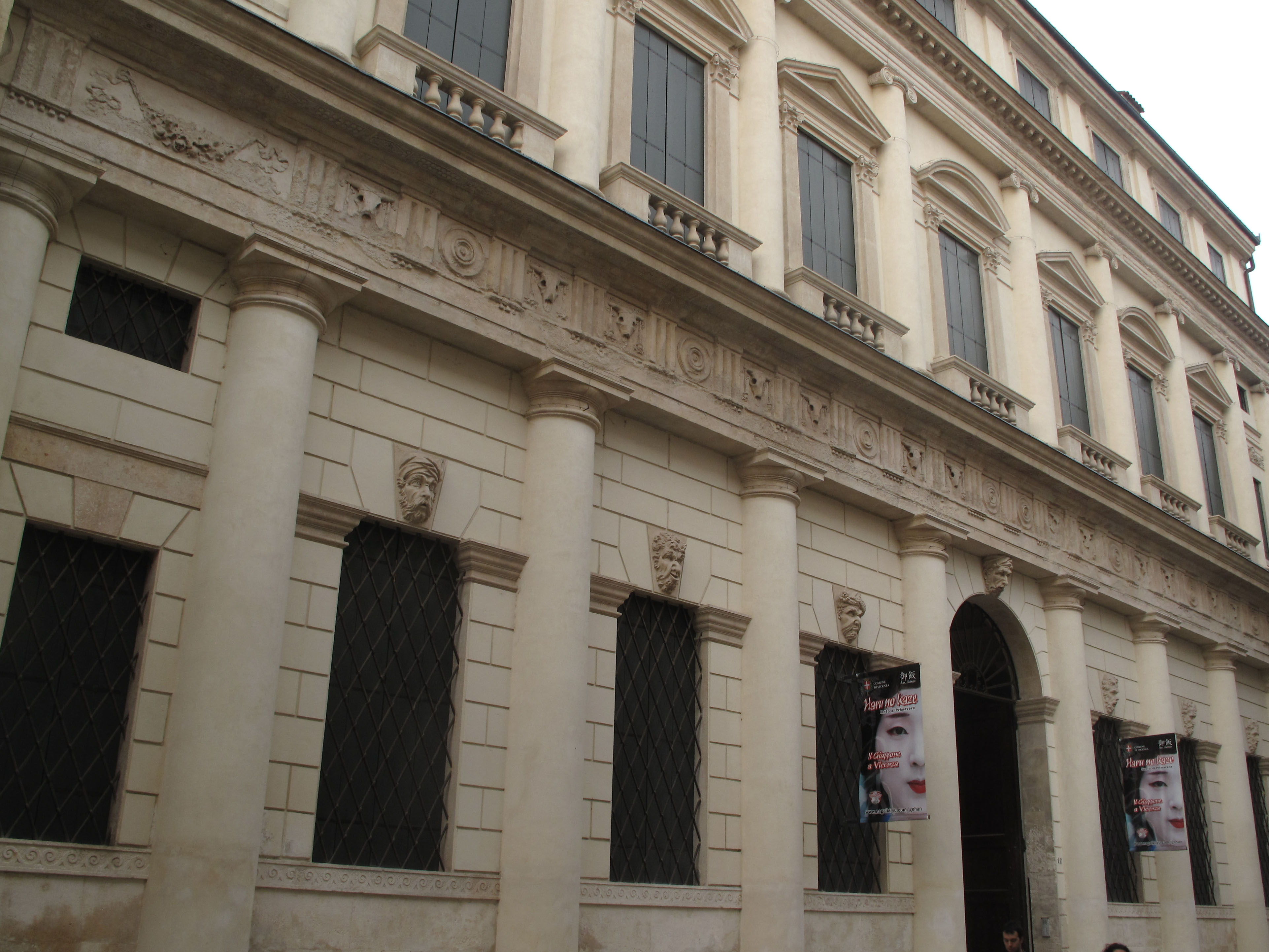
Палаццо Корделлина в Контра-Риале. Фасад. Виченца
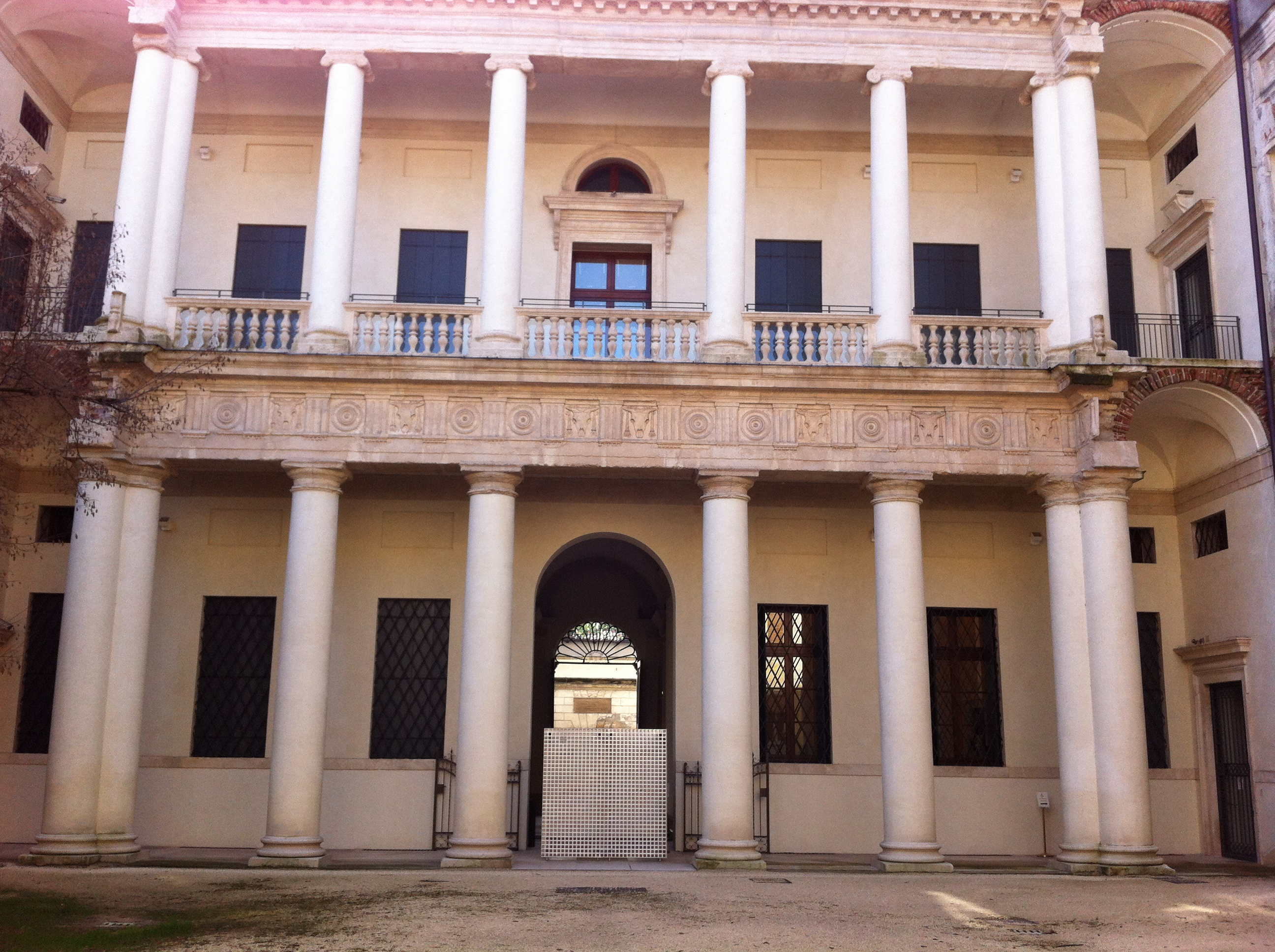
Палаццо Корделлина. Двор
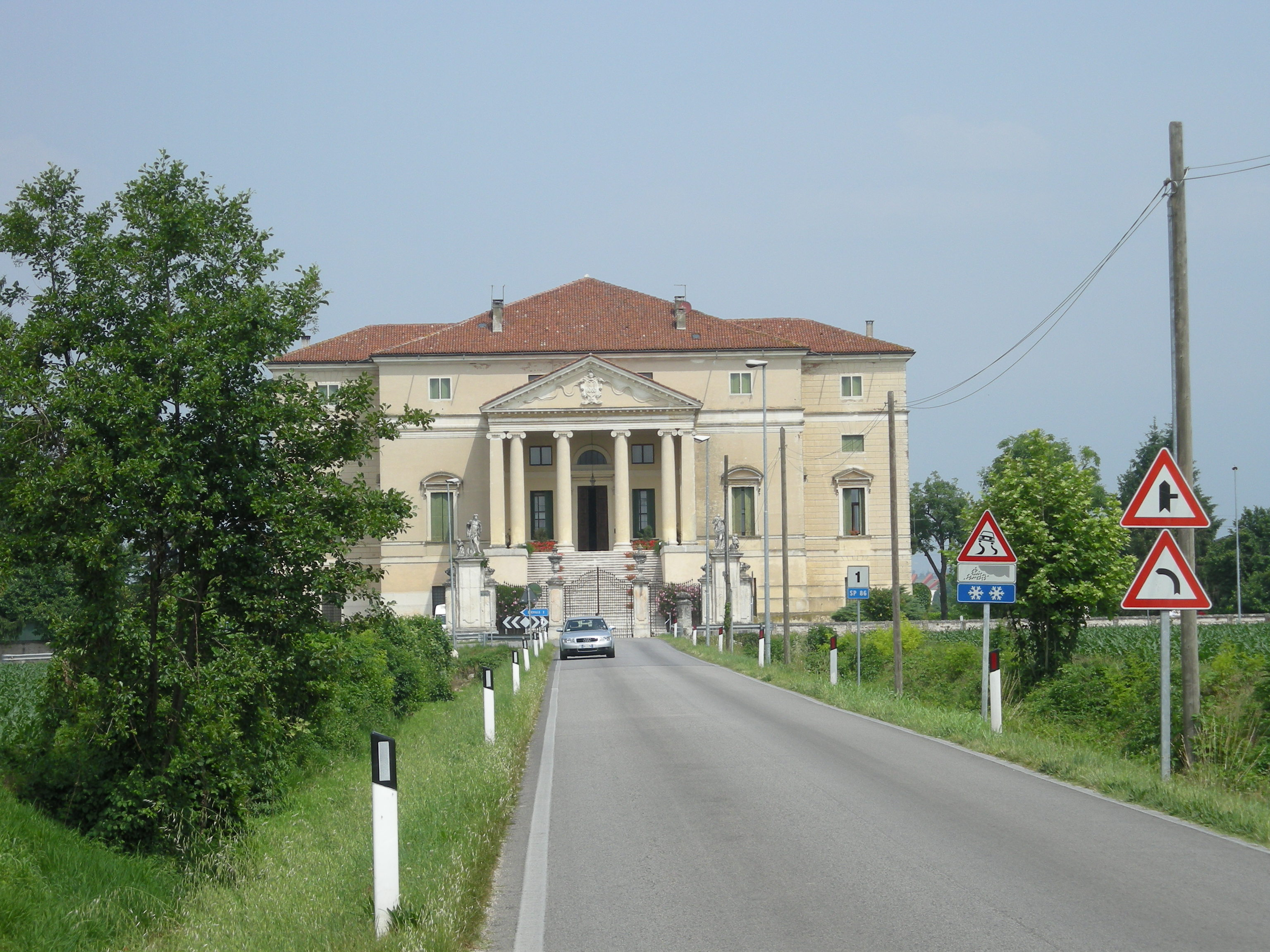
Вилла да Порто-Казаротто. Дуевиль, Виченца
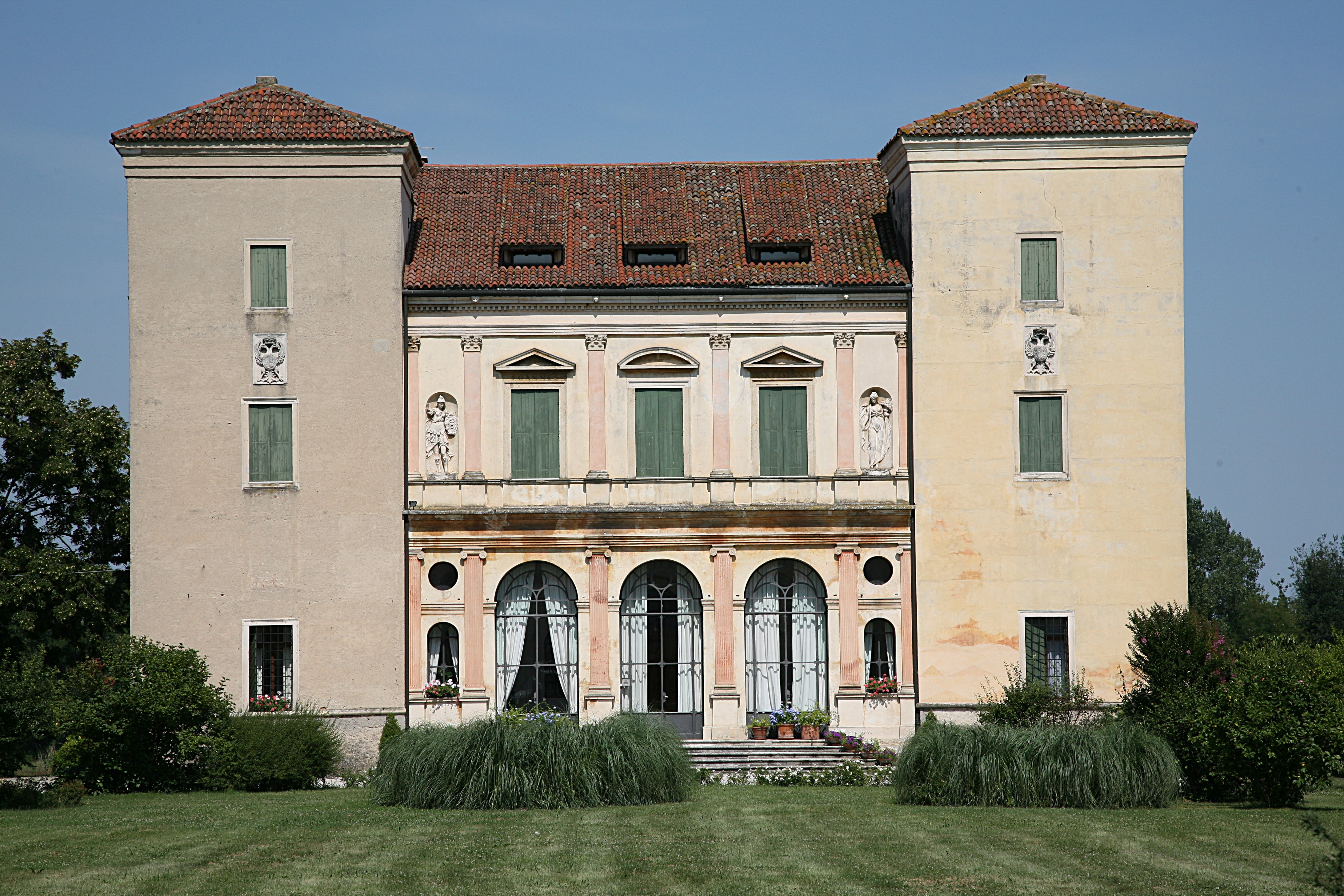
Вилла Триссино. Виченца
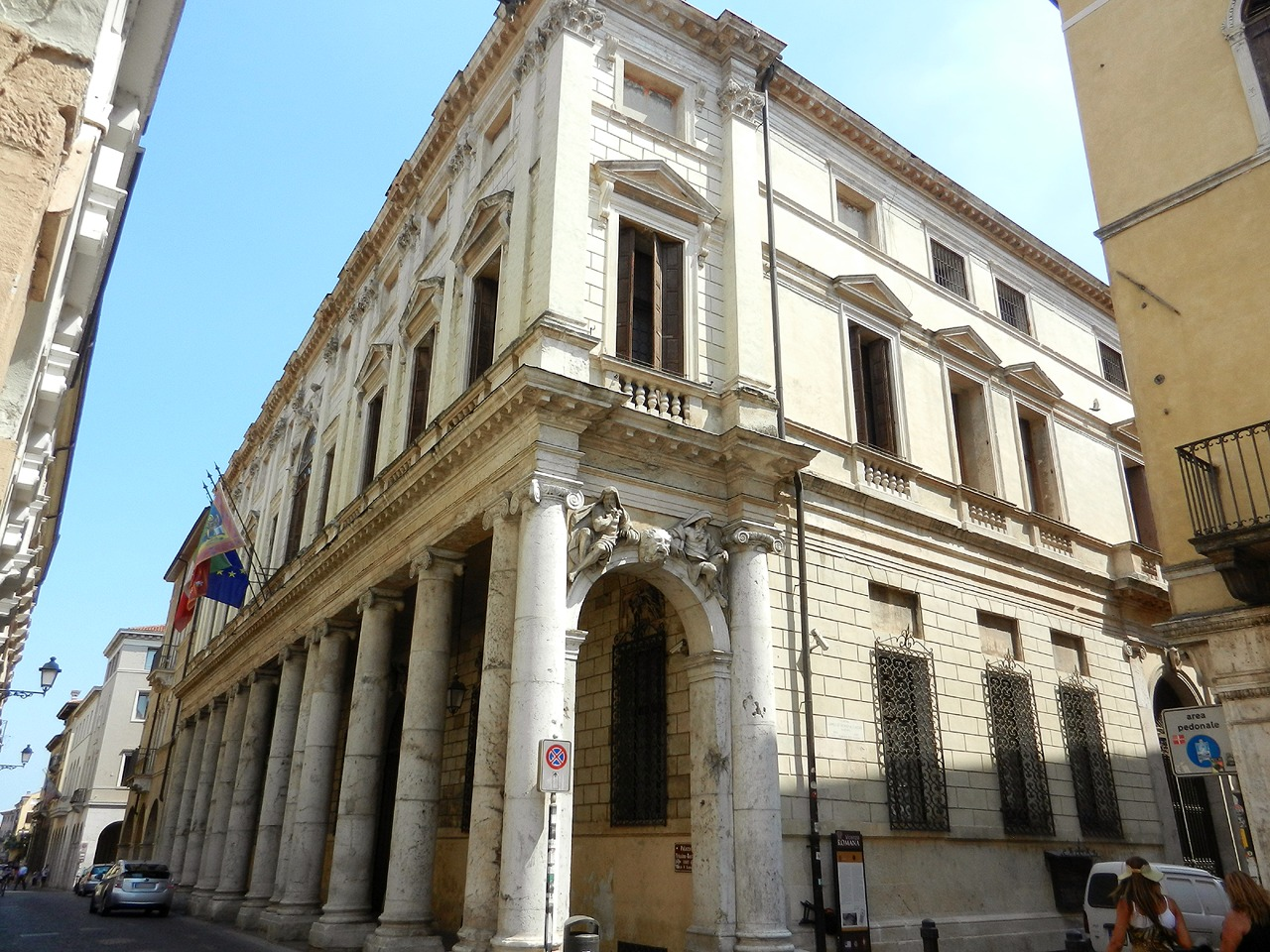
Палаццо Триссино аль Корсо. Виченца
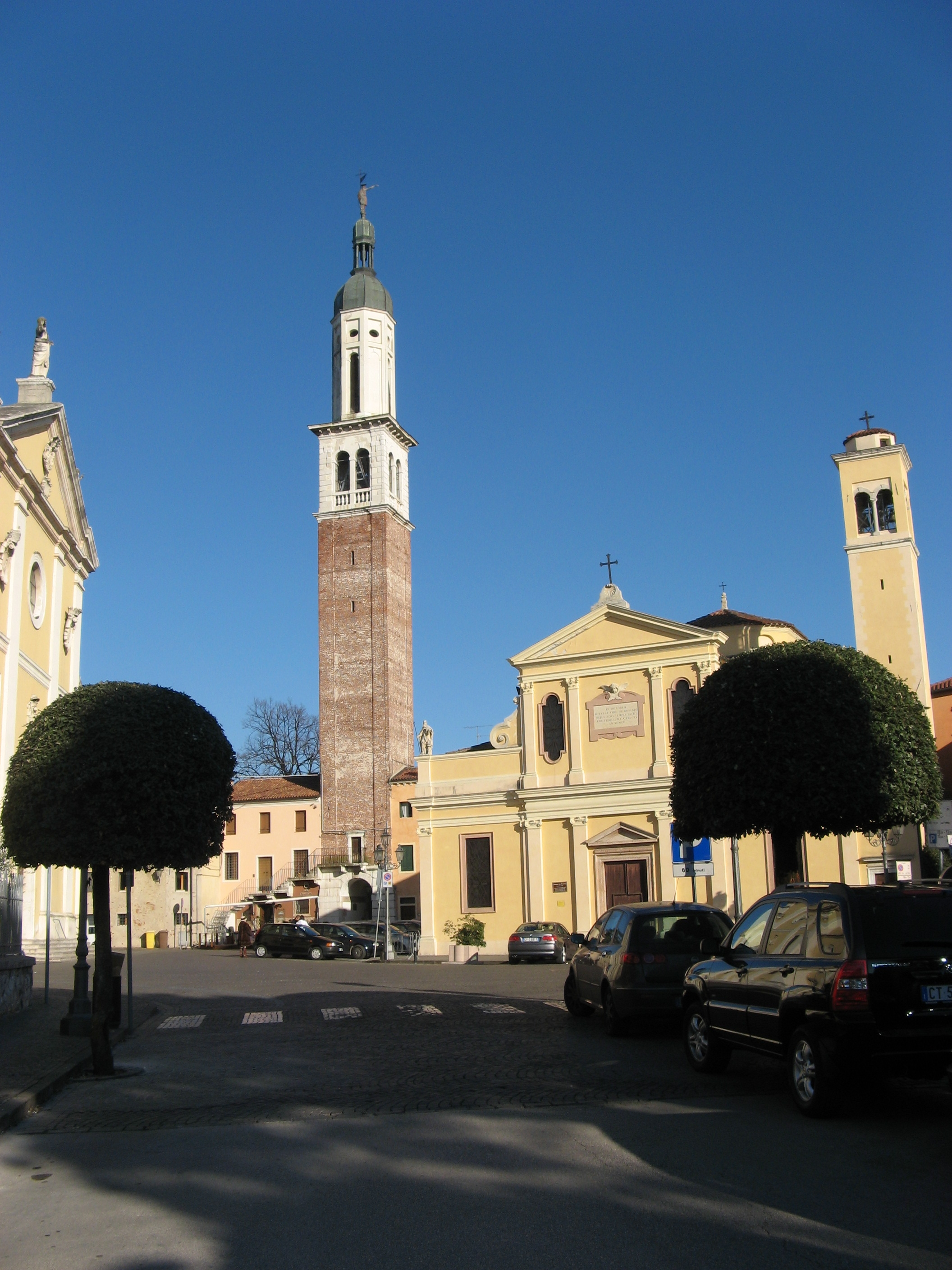
Собор в Тьене

## Список основных проектов и построек
- Эскиз фасада церкви Сан-Марко в Сан-Джироламо (в то время Сан-Джироламо-дельи-Скальци). 1756 г. (не реализован, использован в 1824 г. Антонио Пьовене для церкви Сан-Филиппо Нери в Виченце)
- Юго-западное крыло Палаццо Триссино аль Корсо. 1768. Виченца
- Северное крыло Палаццо Кивена (1772, не построено)
- Палаццо Бонин. Угловая часть с Контра-дель-Квартьере и Порта-Нова. 1773. Виченца
- Палаццо Локи Дзилери. 1780—1782 (реализовано частично). Виченца
- Расширение Палаццо Сальви, угол улиц Санта-Корона и Корсо Палладио. 1782. Виченца (не завершено)
- Палаццо Корделлина, Контра Риале. Виченца
- Вилла от Порто Казаротто в Пиластрони, Дуэвиль. Виченца (незавершено)
- Церковь Санта-Мария-Маддалена, Лонгаре. Виченца
- Палаццетто Капра Лампертико. Виченца
- Лоджия бельведера виллы Сан-Карло, Костабиссара. Виченца (приписывается)
- Верхняя церковь Санторсо на Монте-Суммано. Виченца (построено в 1849—1852 гг.)
- Вилла Триссино. Виченца (перестройка 1798—1804 гг.)
- Палаццо Брусароско. Виченца (пристройка)
- Собор в Тьене (перестройки)